# Rolepa nigrostriga
Rolepa nigrostriga är en fjärilsart som beskrevs av William Schaus 1920. Rolepa nigrostriga ingår i släktet Rolepa och familjen silkesspinnare. Inga underarter finns listade.